# روبرت هوغ
روبرت هوغ (بالإنجليزية: Robert Hogg)‏ هو صحفي نيوزلندي، ولد في 28 يناير 1864، وتوفي في 9 مايو 1941.